# Atletismo nos Jogos Olímpicos de Verão de 2020 - 400 m masculino
O evento dos 400 metros rasos masculino nos Jogos Olímpicos de Verão de 2020 foi realizado entre os dias 1 e 5 de agosto de 2021 no Estádio Olímpico. Esperava-se que aproximadamente cinquenta atletas participassem; incluindo três por vagas de universalidade.

## Qualificação
Um Comitê Olímpico Nacional (CON) pode inscrever até 3 atletas qualificados no evento masculino de 400 metros desde que todos os atletas atendam ao padrão de inscrição ou se classifiquem pelo ranking durante o período de qualificação (o limite de 3 está em vigor desde o Congresso Olímpico de 1930). O tempo padrão a qualificação é 44.90 segundos. Este padrão foi "estabelecido com o único propósito de qualificar atletas com desempenhos excepcionais incapazes de se qualificar através do caminho do Ranking Mundial da IAAF". O ranking mundial, baseado na média dos cinco melhores resultados do atleta durante o período de qualificação e ponderado pela importância do evento, foi usado para qualificar os atletas até que o limite de 48 fosse alcançado.
O período de qualificação foi originalmente de 1 de maio de 2019 a 29 de junho de 2020. Devido à pandemia de COVID-19, este período foi suspenso de 6 de abril de 2020 a 30 de novembro de 2020, com a data de término estendida para 29 de junho de 2021. O início do período do ranking mundial a data também foi alterada de 1 de maio de 2019 para 30 de junho de 2020; os atletas que atingiram o padrão de qualificação naquela época ainda estavam qualificados, mas aqueles que usavam as classificações mundiais não seriam capazes de contar os desempenhos durante esse tempo. Os padrões de tempo de qualificação podem ser obtidos em várias competições durante o período determinado que tenham a aprovação da IAAF. Tanto competições ao ar livre quanto em recinto fechado eram elegíveis para a qualificação. Os campeonatos continentais mais recentes podem ser contados no ranking, mesmo que não durante o período de qualificação.
Os CONs também podem usar sua vaga de universalidade – cada CON pode inscrever um atleta masculino independentemente do tempo, se não houver nenhum atleta masculino que atenda ao padrão de entrada a um evento de atletismo – nos 400 metros.

## Formato
O evento continua a usar o formato de três fases principais introduzido em 2012. São 6 baterias inciais, com os 3 primeiros colocados em cada bateria e os 6 melhores tempos no geral avançando para as semifinais. Foram 3 semifinais, com os 2 primeiros colocados em cada semifinal e os próximos 2 tempos gerais avançando para a final.

## Calendário
Horário local (UTC +9)
| 1 de agosto   | 2 de agosto | 5 de agosto |
| 10:45         | 20:05       | 21:00       |
| ------------- | ----------- | ----------- |
| Eliminatórias | Semifinais  | Final       |

## Medalhistas
| Ouro   | BAH Steven Gardiner  |
| Prata  | COL Anthony Zambrano |
| Bronze | GRN Kirani James     |

## Recordes
Antes desta competição, os recordes mundiais e olímpicos existentes eram os seguintes:
| Tipo             | Atleta            | Tempo | Local          | Data                 |
| ---------------- | ----------------- | ----- | -------------- | -------------------- |
| Recorde mundial  | Wayde van Niekerk | 43.03 | Rio de Janeiro | 14 de agosto de 2016 |
| Recorde olímpico | Wayde van Niekerk | 43.03 | Rio de Janeiro | 14 de agosto de 2016 |

### Por região
| Área                               | Tempo | Atleta               | Nação             |
| ---------------------------------- | ----- | -------------------- | ----------------- |
| África                             | 43.03 | Wayde van Niekerk    | África do Sul     |
| Ásia                               | 43.93 | Yousef Ahmed Masrahi | Arábia Saudita    |
| Europa                             | 44.33 | Thomas Schönlebe     | Alemanha Oriental |
| América do Norte, Central e Caribe | 43.18 | Michael Johnson      | Estados Unidos    |
| Oceania                            | 44.38 | Darren Clark         | Austrália         |
| América do Sul                     | 44.15 | Anthony Zambrano     | Colômbia          |

Os seguintes recordes nacionais foram estabelecidos durante a competição:
| CON           | Atleta              | Rodada     | Tempo | Notas                 |
| ------------- | ------------------- | ---------- | ----- | --------------------- |
| Colômbia      | Anthony Zambrano    | Semifinais | 43.93 | Recorde sul-americano |
| Países Baixos | Liemarvin Bonevacia | Semifinais | 44.62 |                       |

## Resultados

### Eliminatórias
Regras de qualificação: os 3 primeiros atletas em cada bateria (Q) e os seguintes 6 tempos mais rápidos (q) avançam as semifinais.

#### Bateria 1
| Pos. | Raia | Atleta             | CON           | Reação | Tempo | Notas                |
| ---- | ---- | ------------------ | ------------- | ------ | ----- | -------------------- |
| 1    | 9    | Isaac Makwala      | BOT Botsuana  | 0.197  | 44.86 | Q                    |
| 2    | 5    | Kirani James       | GRN Granada   | 0.160  | 45.09 | Q                    |
| 3    | 8    | Jonathan Sacoor    | BEL Bélgica   | 0.151  | 45.41 | Q                    |
| 4    | 3    | Demish Gaye        | JAM Jamaica   | 0.165  | 45.49 | q                    |
| 5    | 6    | Alonzo Russell     | BAH Bahamas   | 0.223  | 45.51 | q,                   |
| 6    | 7    | Alex Beck          | AUS Austrália | 0.160  | 45.54 | Recorde da temporada |
| 7    | 2    | Ricardo dos Santos | POR Portugal  | 0.140  | 46.83 |                      |
| 8    | 4    | Bachir Mahamat     | CHA Chade     | 0.206  | 47.93 | Recorde da temporada |

#### Bateria 2
| Pos. | Raia | Atleta            | CON                 | Reação | Tempo | Notas                |
| ---- | ---- | ----------------- | ------------------- | ------ | ----- | -------------------- |
| 1    | 6    | Mazen Al-Yassin   | KSA Arábia Saudita  | 0.163  | 45.16 | Q,                   |
| 2    | 5    | Kevin Borlée      | BEL Bélgica         | 0.126  | 45.36 | Q,                   |
| 3    | 7    | Ricky Petrucciani | SUI Suíça           | 0.168  | 45.64 | Q                    |
| 4    | 9    | Randolph Ross     | USA Estados Unidos  | 0.227  | 45.67 |                      |
| 5    | 8    | Zakithi Nene      | RSA África do Sul   | 0.147  | 45.74 |                      |
| 6    | 4    | Jhon Perlaza      | COL Colômbia        | 0.159  | 46.55 |                      |
| 7    | 2    | Pavel Maslák      | CZE República Checa | 0.196  | 47.01 |                      |
| 8    | 3    | Ahmed Al-Yaari    | YEM Iêmen           | 0.183  | 48.53 | Recorde da temporada |

#### Bateria 3
| Pos. | Raia | Atleta                 | CON                   | Reação | Tempo | Notas                |
| ---- | ---- | ---------------------- | --------------------- | ------ | ----- | -------------------- |
| 1    | 2    | Michael Cherry         | USA Estados Unidos    | 0.178  | 44.82 | Q                    |
| 2    | 9    | Jonathan Jones         | BAR Barbados          | 0.181  | 45.04 | Q,                   |
| 3    | 7    | Christopher Taylor     | JAM Jamaica           | 0.151  | 45.20 | Q                    |
| 4    | 6    | Dwight St. Hillaire    | TTO Trinidad e Tobago | 0.176  | 45.41 | q                    |
| 5    | 4    | Luka Janežič           | SLO Eslovênia         | 0.163  | 45.44 | q,                   |
| 6    | 5    | Gilles Anthony Afoumba | CGO Congo             | 0.199  | 46.03 | Recorde da temporada |
| 7    | 8    | Lucas Carvalho         | BRA Brasil            | 0.172  | 46.12 |                      |
| 8    | 3    | Mohammad Jahir Rayhan  | BAN Bangladesh        | 0.170  | 48.29 | Recorde da temporada |

#### Bateria 4
| Pos. | Raia | Atleta            | CON                    | Reação | Tempo | Notas                |
| ---- | ---- | ----------------- | ---------------------- | ------ | ----- | -------------------- |
| 1    | 3    | Anthony Zambrano  | COL Colômbia           | 0.167  | 44.87 | Q                    |
| 2    | 4    | Steven Solomon    | AUS Austrália          | 0.163  | 44.94 | Q,                   |
| 3    | 7    | Wayde van Niekerk | RSA África do Sul      | 0.162  | 45.25 | Q                    |
| 4    | 5    | Leungo Scotch     | BOT Botsuana           | 0.186  | 45.32 | q                    |
| 5    | 9    | Davide Re         | ITA Itália             | 0.171  | 45.46 | q,                   |
| 6    | 6    | Julian Walsh      | JPN Japão              | 0.146  | 46.57 |                      |
| 7    | 2    | Jovan Stojoski    | MKD Macedônia do Norte | 0.184  | 46.81 | Recorde da temporada |
|      | 8    | Emmanuel Korir    | KEN Quênia             |        | DSQ   | TR 16.8              |

#### Bateria 5
| Pos. | Raia | Atleta          | CON                   | Reação | Tempo   | Notas                |
| ---- | ---- | --------------- | --------------------- | ------ | ------- | -------------------- |
| 1    | 2    | Steven Gardiner | BAH Bahamas           | 0.163  | 45.05   | Q                    |
| 2    | 3    | Deon Lendore    | TTO Trinidad e Tobago | 0.203  | 45.14   | Q                    |
| 3    | 9    | Jochem Dobber   | NED Países Baixos     | 0.179  | 45.54   | Q                    |
| 4    | 4    | Nathon Allen    | JAM Jamaica           | 0.138  | 46.12   |                      |
| 5    | 5    | Sadam Koumi     | SUD Sudão             | 0.143  | 46.26   | Recorde da temporada |
| 6    | 6    | Marvin Schlegel | GER Alemanha          | 0.200  | 46.39   |                      |
| 7    | 7    | Mikhail Litvin  | KAZ Cazaquistão       | 0.210  | 47.15   | Recorde da temporada |
| 8    | 8    | Karol Zalewski  | POL Polônia           | 0.154  | 2:15.38 |                      |

#### Bateria 6
| Pos. | Raia | Atleta              | CON                   | Reação | Tempo | Notas                |
| ---- | ---- | ------------------- | --------------------- | ------ | ----- | -------------------- |
| 1    | 4    | Liemarvin Bonevacia | NED Países Baixos     | 0.171  | 44.95 | Q                    |
| 2    | 6    | Michael Norman      | USA Estados Unidos    | 0.157  | 45.35 | Q                    |
| 3    | 8    | Machel Cedenio      | TTO Trinidad e Tobago | 0.218  | 45.56 | Q                    |
| 4    | 9    | Edoardo Scotti      | ITA Itália            | 0.169  | 45.71 |                      |
| 5    | 7    | Thapelo Phora       | RSA África do Sul     | 0.150  | 45.83 | Recorde da temporada |
| 6    | 5    | Taha Hussein Yaseen | IRQ Iraque            | 0.144  | 46.00 | Recorde da temporada |
| 7    | 3    | Óscar Husillos      | ESP Espanha           | 0.147  | 48.05 |                      |
| 8    | 2    | Todisoa Rabearison  | MAD Madagascar        | 0.196  | 48.40 | Recorde da temporada |

### Semifinais
Regras de qualificação: Os 2 primeiros atletas em cada bateria (Q) e os seguintes 2 tempos mais rápidos (q) avançam a final.

#### Semifinal 1
| Pos. | Raia | Atleta              | CON                   | Reação | Tempo | Notas                |
| ---- | ---- | ------------------- | --------------------- | ------ | ----- | -------------------- |
| 1    | 5    | Kirani James        | GRN Granada           | 0.160  | 43.88 | Q,                   |
| 2    | 6    | Anthony Zambrano    | COL Colômbia          | 0.175  | 43.93 | Q,                   |
| 3    | 4    | Liemarvin Bonevacia | NED Países Baixos     | 0.160  | 44.62 | Q,                   |
| 4    | 7    | Deon Lendore        | TTO Trinidad e Tobago | 0.193  | 44.93 |                      |
| 5    | 3    | Davide Re           | ITA Itália            | 0.157  | 44.94 | Recorde da temporada |
| 6    | 9    | Ricky Petrucciani   | SUI Suíça             | 0.140  | 45.26 |                      |
| 7    | 2    | Luka Janežič        | SLO Eslovênia         | 0.152  | 45.36 | Recorde da temporada |
| 8    | 8    | Jonathan Sacoor     | BEL Bélgica           | 0.136  | 45.88 |                      |

#### Semifinal 2
| Pos. | Raia | Atleta             | CON                   | Reação | Tempo | Notas |
| ---- | ---- | ------------------ | --------------------- | ------ | ----- | ----- |
| 1    | 6    | Michael Cherry     | USA Estados Unidos    | 0.162  | 44.44 | Q     |
| 2    | 8    | Christopher Taylor | JAM Jamaica           | 0.164  | 44.92 | Q,    |
| 3    | 5    | Steven Solomon     | AUS Austrália         | 0.168  | 45.15 |       |
| 4    | 4    | Mazen Al-Yassin    | KSA Arábia Saudita    | 0.154  | 45.37 |       |
| 5    | 2    | Leungo Scotch      | BOT Botsuana          | 0.178  | 45.56 |       |
| 6    | 9    | Machel Cedenio     | TTO Trinidad e Tobago | 0.182  | 45.86 |       |
| 7    | 3    | Alonzo Russell     | BAH Bahamas           | 0.169  | 46.04 |       |
| —    | 7    | Kevin Borlée       | BEL Bélgica           |        | DNS   |       |

#### Semifinal 3
| Pos. | Raia | Atleta              | CON                   | Reação | Tempo | Notas |
| ---- | ---- | ------------------- | --------------------- | ------ | ----- | ----- |
| 1    | 6    | Steven Gardiner     | BAH Bahamas           | 0.152  | 44.14 | Q,    |
| 2    | 7    | Michael Norman      | USA Estados Unidos    | 0.156  | 44.52 | Q     |
| 3    | 4    | Isaac Makwala       | BOT Botsuana          | 0.197  | 44.59 | q     |
| 4    | 3    | Demish Gaye         | JAM Jamaica           | 0.155  | 45.09 |       |
| 5    | 8    | Wayde van Niekerk   | RSA África do Sul     | 0.381  | 45.14 |       |
| 6    | 9    | Jochem Dobber       | NED Países Baixos     | 0.191  | 45.48 |       |
| 7    | 2    | Dwight St. Hillaire | TTO Trinidad e Tobago | 0.153  | 45.58 |       |
| 8    | 5    | Jonathan Jones      | BAR Barbados          | 0.159  | 45.61 |       |

### Final
A final foi disputada em 5 de agosto, às 21:00 locais.
| Pos.              | Raia | Atleta              | CON                | Reação | Tempo | Notas                |
| ----------------- | ---- | ------------------- | ------------------ | ------ | ----- | -------------------- |
| Medalha de ouro   | 7    | Steven Gardiner     | BAH Bahamas        | 0.179  | 43.85 | Recorde da temporada |
| Medalha de prata  | 5    | Anthony Zambrano    | COL Colômbia       | 0.166  | 44.08 |                      |
| Medalha de bronze | 4    | Kirani James        | GRN Granada        | 0.157  | 44.19 |                      |
| 4                 | 6    | Michael Cherry      | USA Estados Unidos | 0.179  | 44.21 | Recorde pessoal      |
| 5                 | 8    | Michael Norman      | USA Estados Unidos | 0.148  | 44.31 |                      |
| 6                 | 9    | Christopher Taylor  | JAM Jamaica        | 0.158  | 44.79 | Recorde pessoal      |
| 7                 | 2    | Isaac Makwala       | BOT Botsuana       | 0.167  | 44.94 |                      |
| 8                 | 3    | Liemarvin Bonevacia | NED Países Baixos  | 0.168  | 45.07 |                      |

Legenda
| Recorde mundial      | Recorde mundial (World record)               |                       | Recorde africano                      | Recorde africano (African) |                                           | Q | Classificado por posição (Qualified) |
| Recorde olímpico     | Recorde olímpico (Olympic record)            | Recorde da América    | Recorde da América (Americas)         | q                          | Classificado por melhor tempo (Qualified) |   |                                      |
| Melhor marca do ano  | Melhor marca do ano (World leading)          | Recorde asiático      | Recorde asiático (Asian)              | DNS                        | Não largou (Did not start)                |   |                                      |
| Recorde nacional     | Recorde nacional (National record)           | Recorde europeu       | Recorde europeu (European)            | DNF                        | Não terminou (Did not finish)             |   |                                      |
| Recorde pessoal      | Recorde pessoal do atleta (Personal best)    | Recorde da Oceania    | Recorde da Oceania (Oceania)          | DSQ / DQ                   | Desclassificado (Disqualified)            |   |                                      |
| Recorde da temporada | Recorde da temporada do atleta (Season best) | Recorde sul-americano | Recorde sul-americano (South America) | NM                         | Sem marca (No mark)                       |   |                                      |